# Cyphostemma adamii
Cyphostemma adamii är en vinväxtart som beskrevs av Descoings. Cyphostemma adamii ingår i släktet Cyphostemma och familjen vinväxter. Inga underarter finns listade i Catalogue of Life.